# Georges Pauget
Pour les articles homonymes, voir Pauget.
Georges Pauget, né le 7 juin 1947 à Rumilly (Haute-Savoie), est un banquier et dirigeant d'entreprise français. Il a été le directeur général de Crédit agricole S.A. et président du Crédit lyonnais de 2005 à 2010. Il est aujourd’hui le président du Pôle Mondial de Compétitivité Finance Innovation, de l’Institut d’Education Financière du Public et de la société de conseil Économie Finance et Stratégie.

## Études
Après une maîtrise de sciences économiques, option économétrie, à l’université de Lyon, Georges Pauget poursuit ses études à l'université de Bordeaux et obtient le diplôme de docteur ès sciences économiques en 1975.

## Carrière

### Débuts
Georges Pauget commence sa carrière dans le groupe Crédit agricole en 1973, à la caisse régionale de l'Aude. De 1973 à 1987, il exerce diverses fonctions au sein du groupe.
De 1987 à 1992, il occupe divers postes au sein des directions des caisses régionales du Crédit agricole.
De 1992 à 2002, il est directeur général de la caisse régionale Pyrénées-Gascogne. À ce titre, il fait fusionner trois caisses régionales dans le Sud-Ouest. Sous sa direction, la caisse de Pyrénées-Gascogne a fait l’acquisition de la banque basque Bankoa dont il a assuré la présidence jusqu'en 2002.
En 2003, Georges Pauget est nommé directeur général du Crédit Lyonnais. Il est chargé de piloter la fusion avec le Crédit agricole.

### Direction de Crédit agricole S.A.
De 2005 à 2010, Georges Pauget est directeur général du groupe Crédit Agricole S.A., président de LCL (Crédit Lyonnais) et de Calyon (devenue Crédit agricole Corporate and Investment Bank).
Sous sa direction, Crédit agricole S.A se lance dans une expansion internationale à marche forcée, il engage la renationalisation des activités de marché. Sa première mission consiste à internationaliser le groupe : il enregistre des succès en Italie, en Pologne et au Maroc, et un échec en Grèce avec la banque Emporiki.
En 2009, Crédit agricole S.A. affiche une hausse du bénéfice net de 9,9 %, et une hausse de 73,4 % du résultat brut d’exploitation. Au premier semestre 2009, le groupe Crédit agricole enregistre un bénéfice d'un milliard d'euros. La CIB (Crédit Agricole Investment Banking, anciennement Calyon) a quant à elle enregistré des pertes de l’ordre de 1,5 milliard d’euros en 2009. En 2011, Crédit agricole S.A. affiche une perte de 1,47 milliard d'euros liée à "l'impact lourd de la dépréciation des titres publics grecs et de la situation d’Emporiki et des conséquences du plan d’adaptation au nouvel environnement publiées le 14 décembre 2011, notamment des dépréciations d’actifs.". En 2012, le déficit atteint un niveau historique de 6,47 milliards d'euros. Finalement, le mandat de Georges Pauget s’est soldé par des pertes évaluées entre 15 et 20 milliards d’euros,.
Plus précisément, sa filiale grecque Emporiki lui aura coûté près de 9 milliards d'euros. Auparavant, le groupe avait laissé 8 milliards dans la crise des subprimes (crédits immobiliers à risques américains).
Les analystes ont estimé que pour avoir voulu jouer sur le terrain des banques d'affaires internationales, se diversifier à l'étranger, la banque traditionnelle de l'agriculture française n'a cessé d'accumuler les erreurs. Sous la direction de Georges Pauget, le Crédit Agricole a payé très cher bon nombre de ses acquisitions, et surestimé leur rentabilité future. Les dépréciations qu'il a été contraint de comptabiliser par la suite ont concerné tous ses métiers (banque d'investissement, courtage, crédit à la consommation, banque de détail à l'international).
En août 2009, questionné par le journaliste Jean-Michel Aphatie, il reconnaît bénéficier d’une retraite « chapeau » d’un montant de 780 000 euros par an pour ses 37 années passées au service du groupe Crédit agricole. Le 1er mars 2010, Georges Pauget est remplacé à la direction de Crédit agricole S.A. par Jean-Paul Chifflet.

### Entrepreneur et consultant
À sa sortie du groupe Crédit agricole, Georges Pauget créée Économie Finance et Stratégie, une société de conseil destinée aux dirigeants de grands groupes.
De juin 2010 à mars 2012, Georges Pauget rejoint le groupe d'investissements Viel & Cie  comme administrateur et président du conseil.
En mars 2010, Christine Lagarde, ministre de l'économie et des finances, commande à Georges Pauget et Emmanuel Constans un rapport pour parvenir à des tarifs bancaires plus justes et plus équilibrés pour le consommateur. Il publie avec Emmanuel Constans un second rapport en 2012 consacré à l’avenir des moyens de paiement en France.

## Autres fonctions
Georges Pauget est Président du Club des Dirigeants de la Banque et de la Finance, rattaché au Centre des Professions Financières. Il est également membre du Conseil d'Administration du Centre des Professions Financières depuis 2012.
Georges Pauget siège aux conseils d'administration d’Eurazeo, de Valeo, et du Club Méditerranée.
Depuis 2010, Georges Pauget est président du Pôle Mondial de Compétitivité Finance Innovation, et de l’institut pour l'Éducation Financière du Public (IEFP).
Depuis 2012, il enseigne des cours sur les risques bancaires à l'Institut d'études politiques de Paris au sein du Master Finance et Stratégie, et est membre du conseil d'administration du Centre des professions financières. Georges Pauget est également professeur à l’université de Paris-Dauphine et à l’université de Pékin en qualité de visiting professor.

## Prix et récompenses
- 2008 : Chevalier de la Légion d’honneur
- 2010 : Officier de l'ordre national du Mérite
- 2010 : Lauréat du 23e Prix Turgot du meilleur livre d’économie financière de l’année pour La banque de l’après-crise[16].